# ماتی لانگر
ماتی لانگر (انگلیسی: Matti Langer؛ زادهٔ ۲۷ فوریهٔ ۱۹۹۰) بازیکن فوتبال اهل آلمان است.
از باشگاه‌هایی که در آن بازی کرده‌است می‌توان به باشگاه فوتبال قوت-وایس ارفورت اشاره کرد.